# Shake Electric
Shake Electric ist das zweite Studioalbum der schwedischen Hard-Rock-Band Spiders. Es erschien am 31. Oktober 2014 über Spinefarm Records.

## Entstehung
Im Gegensatz zum Debütalbum Flash Point beteiligte sich bei Shake Electric jedes Bandmitglied am Songwriting. Dabei entstand ein neues Lied über einen Zeitraum von einem Jahr, während das Titellied in 20 Minuten geschrieben wurde. Laut Sängerin Ann-Sofie Hoyles waren die meisten Lieder vor dem Studiotermin bereits fertig komponiert. Obwohl sie die Sängerin ist, hat sie erstmals Texte für ein Album geschrieben. Der Großteil stammt jedoch vom Gitarristen John Hoyles und dem Schlagzeuger Ricard Harryson.
Aufgenommen wurde das Album in den Kungstens Recording Studio in Göteborg. Das Studio wurde der Band von ihrem Schlagzeuger Ricard Harryson empfohlen, der zuvor mit einer anderen Band hier aufnahm. Produziert, gemischt und gemastert wurde Shake Electric von Mattias Glavå, der das komplette Album analog aufnahm. Musik und Gesang wurden dabei live aufgenommen. Der Albumtitel beschreibt laut Gitarrist John Hoyles die Musik der Band. Inspiriert wurde er dabei von einem Gedicht von Walt Whitman. Vor der Veröffentlichung des Albums wurde das Lied Mad Dog als Single ausgekoppelt. Für die Lieder Shake Electric und Control wurden Musikvideos gedreht.

## Titelliste
| 1. Mad Dog – 2:20 2. Shake Electric – 4:14 3. Bleeding Heart – 3:04 4. Only Your Skin – 3:06 5. Lonely Nights – 3:35 | 1. Back on the Streets – 3:20 2. Control – 3:32 3. Give Up the Fight – 3:39 4. Hard Times – 3:32 5. War of the World – 4:12 |

## Rezeption
Laut Raphael Päbst vom Onlinemagazin Powermetal.de weiß die Band, „wie man knackige Songs schreibt und diese dann auch passend auf Platte bannt“. Jeder Song wäre „kurz und auf den Punkt gespielt“. Da man „Ausfälle vergebends sucht“ bewertete Päbst das Album mit 7,5 von zehn Punkten. Laut Peter Hollecker vom Onlinemagazin My Revelations klingt die Musik auf Shake Electric „rifflastig, hart und äußerst authentisch“. Allerdings kritisierte er, dass die Spielzeit des Albums mit knapp über einer halben Stunde „ärgerlicherweise arg kurz geraten ist“. Hollecker vergab neun von 15 Punkten.
Shake Electric stieg auf Platz sieben der schwedischen Albumcharts ein. Das Album wurde für den schwedischen Musikpreis Grammis in der Kategorie Hardrock nominiert. Der Preis ging allerdings an die Band At the Gates.